# Přední Kopanina
Přední Kopanina (německy Vorder Kopanin) je městská čtvrť a katastrální území a od 24. listopadu 1990 pod názvem Praha-Přední Kopanina také městská část hlavního města Prahy, nacházející se 10 km od centra při severozápadním okraji města. Větší část rozlohy zaujímají pole v blízkosti mezinárodního letiště Praha-Ruzyně, zástavba se soustřeďuje při jižní hraně údolí Kopaninského potoka. Je zde evidováno 10 ulic se 164 adresami a celkem 717 obyvatel.

## Původ jména
Kopanina označuje skopané místo, které bylo připraveno pro zemědělské účely vyklučením pařezů. V tuchoměřickém panství byly dvě Kopaniny, proto byly odlišeny názvy Přední Kopanina a Zadní Kopanina.

## Historie

### Prehistorická doba
Nejstarší stopy osídlení sahají až k 6.–5. tisíciletí př. n. l., jak dokládají objekty kultury s lineární keramikou, nalezené v roce 2002 ve výkopech pro kabely v ulici K Prelátům. Pravěké sídliště se nacházelo v údolí Kopaninského potoka, zdrojem obživy jeho obyvatel bylo žárové zemědělství, lov a sběr lesních plodin.
Poblíž sochy sv. Václava byl v 2. polovině 19. století odkryt kostrový hrob kultury zvoncovitých pohárů (asi 2500 let př. n. l.), jehož lid žil na rozsáhlém území od severozápadní Afriky, přes Západní Evropu až po Malopolsko a Karpatskou kotlinu. V hrobě nalezený hrnek s uchem byl uložen do klášterní sbírky premonstrátů na Strahově. Nejmladší pravěké osídlení se datuje k letům 460–380 př. n. l. s nálezy na západním okraji obce.

### Historická doba
První písemná zmínka o Přední Kopanině se vztahuje k roku 1285, kdy Budislav z Kopaniny je zmíněn jako svědek (Budislaus de Copani) na listině o prodeji vinice pod pražským Petřínem
plzeňskému klášteru cisterciáckého řádu v Plasích za 35 hřiven čistého stříbra. Stranou prodávající byl konvent benediktinského ženského kláštera sv. Jiří na Pražském hradě.
Pověsti o Přední Kopanině sahají až do dob pohanských. Ve spise „Das Böhmerland“ od Siegfrieda Kappera z roku 1863 čteme na str. 5: „Když jednoho dne vévoda Přemysl svému statečnému radovi Ctiradovi rozkaz dal, aby se odebral do místa Kopaniny a tam spor mezi dvěma šlechtici urovnal, dívky, které to brzy vyzvěděly, svůj rozvrh dle toho učinily.“ Jmenované místo (Kopanina) leží na sever od údolí Šárky a tedy pan Ctirad se tímto údolím musil bráti. (Pověst o dívčí válce) Podle Hájkovy kroniky patřila Kopanina vladyce Mladovi r. 742. Ovšem, to jest zpráva nezaručená.
Václav Radil, Dějiny Přední Kopaniny v okrese Praha venkov, Praha 1934, str. 5
Před husitskými válkami patřila část obce kapitule sv. Víta pod chrášťanským panstvím a druhá část patřila Janu ze Smilovic a z Kopaniny (1363–1372), poté Závišovi z Míkovic a Kopaniny (1386–1392), následně Václavu Šraňkovi (1392–1406). Po něm část obce zdědil jeho syn Mikuláš Šraněk (1406–1408), pak byla obec v držení Jindřicha ze Ziegelheimu, který Kopaninu v roce 1408 prodal i s tvrzí Albertu Chotkovi. Kopaninu pak Chotek odkázal roku 1416 dětem svého bratra Bernarta, ale ujala se jí vdova Klára, která se podruhé provdala za Jana z Kopaniny, který tam ještě roku 1454 seděl.
Poplužní dvůr i s tvrzí náležel v 16. století klášteru sv. Kateřiny na Novém Městě a v roce 1566 byl prodán úředníkovi Desek zemských Izaiášovi Velíkovi ze Šonova, kterému byl dvůr císařským dekretem v roce 1572 zkonfiskován. Ve stejném roce daroval císař Maximilián II. kopaninský dvůr jezuitské koleji u sv. Klimenta na Starém Městě pražském, kteří zde vlastnili již některé pozemky. Jezuité připojili Kopaninu k panství tuchoměřickému roku 1594 a své kopaninské vlastnictví podrželi do roku 1773, kdy byl jejich řád zrušen, a část obce Přední Kopanina byla přidělena k majetku pražského novoměstského konviktu.

### Historie od 19. století
Přední Kopanina náležela pod správu tuchoměřického panství a po první světové válce k smíchovskému okresu. Čelnými představiteli byli rychtářové a po zrušení roboty v roce 1848 starostové. Od roku 1945 stál v čele místního národního výboru předseda. Dne 1. června 1974 byla obec připojena k Velké Praze v obvodu městské části Praha 6. Od 24. listopadu 1990 zde existuje samostatná městská část Praha-Přední Kopanina a do té doby místní národní výbor nese označení místní úřad.

### 90. léta 20. století a 21. století
V obci došlo k výstavbě obecní kanalizace, čistírny odpadních vod a vybudování vodovodního řadu. V 21. století se obec dočkala plynofikace, dešťové kanalizace, v letech 2004–2009 došlo k rekonstrukcím několika ulic, obnovení mostu, vybudování cyklostezky z Přední Kopaniny ke svaté Juliáně, byla obnovena socha sv. Václava na křižovatce silnic a probíhala výstavba nových rodinných domů.

## Komunikace a škola
V 1. polovině 19. století se chodilo hodinu pěšky na vlak do Liboce či Vokovic, v roce 1847 byla vystavěna silnice do Tuchoměřic a v roce 1882 do Nebušic a Horoměřic. První autobusové spojení s Prahou bylo navázáno po vzniku Československa v roce 1918. Nejbližší pošta se nacházela v Tuchoměřicích a teprve po roce 1974 spadala obec pod nebušickou poštovní pobočku. V letech (1901–1976) fungovala v obci škola, do té doby navštěvovali děti obecnou školu v Tuchoměřicích a měšťanskou školu v Bubenči a později ve Vokovicích. Po roce 1976 začaly místní děti jezdit do školy v Nebušicích.

## Kulturní spolky
V roce 1896 byl v obci založen tělocvičný spolek Sokol a v roce 1899 hasičský sbor. Přední Kopanina se stala také místem schůzek různých politických stran a občanských seskupení. V roce 1934 příznivci kopané založili fotbalový klub SK Přední Kopanina a tradici chovu koní na statku čp. 16 dál rozvíjel místní TJ Sokol založením jezdeckého oddílu v roce 1967. V letech 1918–1948 existoval v obci divadelní soubor J. K. Tyla a nová éra ochotnického divadla začala po roce 1968.

## Pamětihodnosti

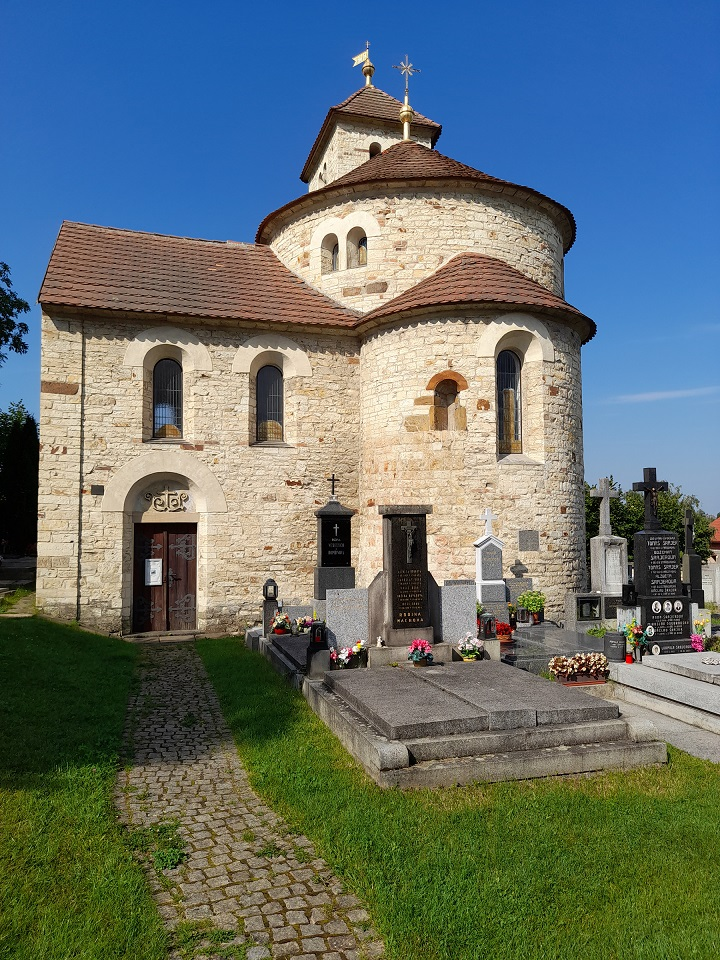
Přední Kopanina – rotunda sv. Máří Magdalény

### Románská rotunda sv. Máří Magdalény
V městské části se nalézá kostel svaté Máří Magdalény – původně románská rotunda z první poloviny 12. století. Rotunda je vystavěná z opukového kamene z místních opukových lomů a je nejvýznamnější památkou obce. Na zdi přilehlého hřbitova je osazena pamětní deska, která oznamuje, že se Ferdinand V.Dobrotivý významnou měrou zasloužil o obnovu rotundy svaté Maří Magdalény.

### Socha sv. Václava
Na křižovatce (U Akcízu) silnic Přední Kopanina – Nebušice – Horoměřice stávala dřív Boží muka. V roce 1830 tam místní obyvatel pan Paul postavil pískovcovou sochu svatého Václava. Druhá socha sv. Václava z opuky byla postavena na stejném místě v roce 1939, ale byla zničena vandaly a tak po roce 1970 zůstal ze sochy jen pahýl s nápisem na podstavci. Poslední stejnojmennou sochu z umělého kamene se strukturou pískovce zhotovil sochař Zdeněk Vahala podle návrhu sochaře Václava Nováka. Nápis na podstavci zůstal stejný:
Svatý Václave, nedej zahynouti nám ni budoucím.

### Socha sv. Juliany
Jedná se o pomník sv. Juliáně z Nikomédie na rozcestí lesních cest v kopaninském lese.

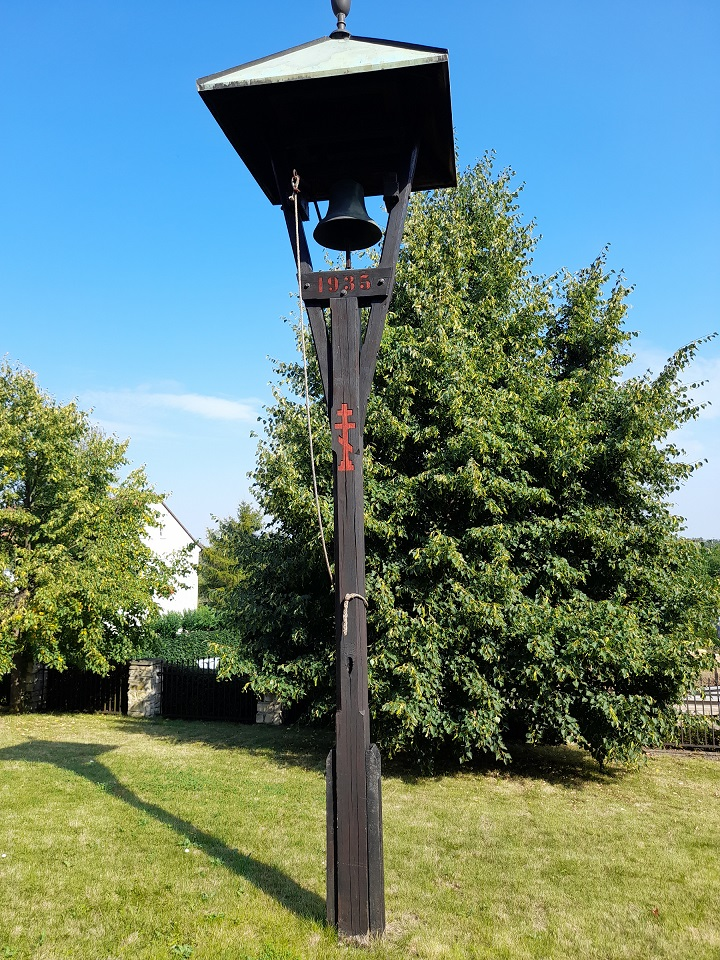
Dřevěná zvonička v parku u kostela sv. Máří Magdalény, Přední Kopanina

### Zvonička
Malá dřevěná zvonička se nachází před kaplí sv. Ludmily a Marty, kterou dali postavit věřící Církve československé (dnes Církve československé husitské) roku 1935, aby mohli být zemřelí věřící této církve na své poslední cestě vyprovázení zvoněním, když římskokatolický farář odmítl zvonit paní Marii Volfové, věřící Církve československé, matce místního prvního kronikáře Přední Kopaniny pana Oldřicha Volfa.

### Jezuitský dvůr
Další historickou památkovou stavbou je barokní Jezuitský dvůr na Hokešově náměstí. Dvůr vznikal postupně od 2. poloviny 17. století na místě starší tvrze jako soubor hospodářských budov s přístavbami. Budova spolu s kaplí a kostelem tvoří jeden zachovalý urbanistický celek se středověkou historií.

### Muzeum Přední Kopaniny – kaple sv. Ludmily a Marty
Šestiboká kaple sv. Ludmily a Marty pochází z roku 1712 a byla zrekonstruovaná v letech 1852–1859. Zasvěcení kaple sv. Ludmile a Martě vychází z legendy o kněžně Ludmile, která sem často přicházela jako pohanka obětovat modlám. Po svém křtu na Levém Hradci spolu s knížetem Bořivojem založila podle pověsti v těchto místech křesťanský kostelík.
Kaple je drobná stavba s trojbokým presbyteriem a sedlovou střechou. Obec kapli koupila v roce 1867 a zřídila zde márnici. Ve 40. letech 20. století nechal majitel Václav Šrajer zrekonstruovat dvůr i kapli. Další rekonstrukce kaple proběhla v letech 1966–1971, kdy byla přeměněna na kolumbárium. Moderní úprava kaple v roce 2012 jí vrátila původní barokní vzhled a přeměnila na muzeum včetně detailů (okna, dveře, omítky, malby).

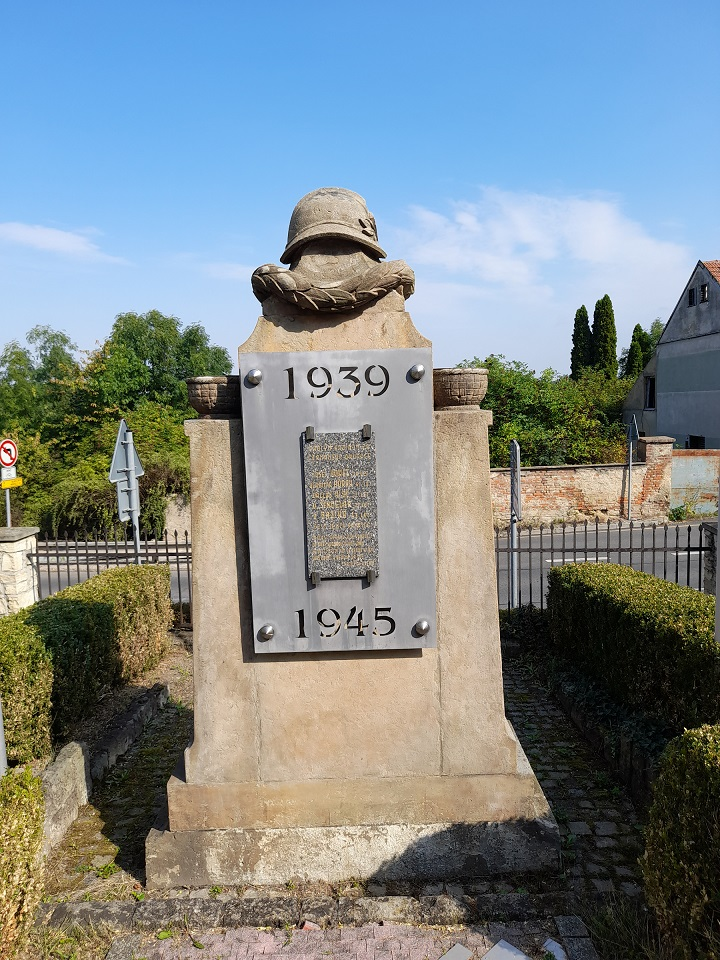
Přední Kopanina – pamětní deska padlým občanům 2. světové války

### Pomníky
V roce 1924 byl postaven z výnosu veřejné sbírky v parku u rotundy naproti kapli svaté Ludmily a Marty pískovcový pomník s helmou padlého vojína místním obětem první světové války. Na čelní stěně je nápis: Padlým synům za vlast v dáli věnuje místní občanstvo a seznam 15 padlých vojáků v letech 1914–1918, mezi nimiž figuruje i jméno Pravoslava Volfa, bratra kopanského kronikáře Oldřicha Volfa.
V září 1945 byla na zadní stěně odhalena pamětní deska pěti padlým hrdinům během německé okupace 1939–1945.
Poblíž stojí mramorový pomník padlým vojákům Rudé armády zasazený do pěticípé hvězdy z roku 1946.

## Přírodní památky

### Opukový lom

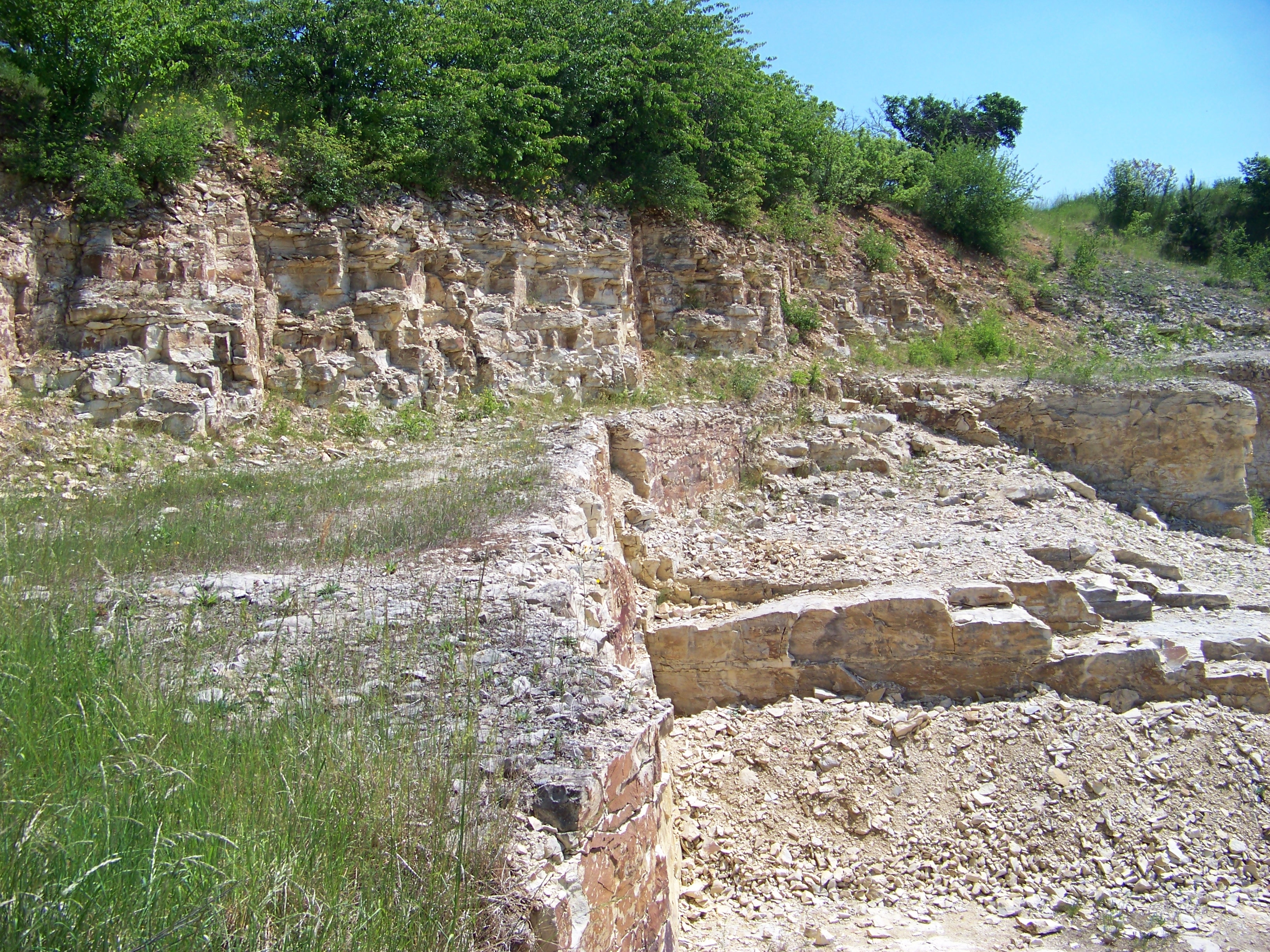
Přední Kopanina – opukový lom

Známý opukový lom se nachází při jihozápadním okraji Přední Kopaniny asi 500 m na jihozápad od kostela sv. Máří Magdaleny a 250 m na severovýchod od rychlostní silnice D7. V jedinečných opukových lomech se těžila tzv.zlatá opuka, který byla od 12. a 13. století využívána ke stavbám pražských románských domů a kostelů. Opuka je využívána též k opravám historických domů a ke kamenickým a sochařským pracím. Lomy byly původně dva, avšak po roce 1948 se spojily do jednoho. Lokalita je dnes unikátní chráněnou přírodní památkou o rozloze 4,13 hektaru. Před druhou světovou válkou opuka sloužila k výstavbě nových pražských čtvrtí – Hanspaulka a Ořechovka.

### Památný strom
Na Hokešově náměstí stojí památná Lípa svobody, vysazená roku 1919 k 1. výročí republiky.

### Kopaninský potok
Kopaninský potok přehrazuje nový široký most z roku 1991, který nahradil dřívější již nedostačující most z doby výstavby silnice do Tuchoměřic.

## Hostince
Přední Kopanina měla několik hostinců: jeden se nacházel v domě čp. 45 v ulici K Tuchoměřicům, kde byla restaurace, kterou od původních majitelů Kubrů koupil v roce 1920 Jan Voska a provozoval tam hostinec U Vosků. Po druhé světové válce byl hostinec znárodněn a dále ho provozovalo družstvo Jednota. Další bývalý hostinec se nacházel u Šrajerů na statku čp. 5 u hlavní silnice K Tuchoměřicům. Po roce 1948 se stal hlavním střediskem JZD. Další hostinec "U Slovanské Prahy" v domě čp. 7 skončil po druhé světové válce podobně jako hostince předešlé.
V budově bývalé školy čp. 10 je v provozu od roku 2020 pizzerie a restaurace U Drahušky se nachází v areálu fotbalového klubu FC Přední Kopanina.

## Sport
Nejznámějším sportovním družstvem obce je fotbalový klub FC Přední Kopanina, který nastupoval i ve 4. nejvyšší soutěži. Z divize však v roce 2017 sestoupil zpět do pražského přeboru. Fotbalový klub byl založen v roce 1934. Dále je zde provozována tenisová škola a Tělovýchovná jezdecká jednota Přední Kopanina.

## Turismus
Přední Kopanina je oblíbeným výchozím turistickým a cyklistickým bodem k výletům na hrad Okoř a do údolí Zákolanského potoka.

## Galerie

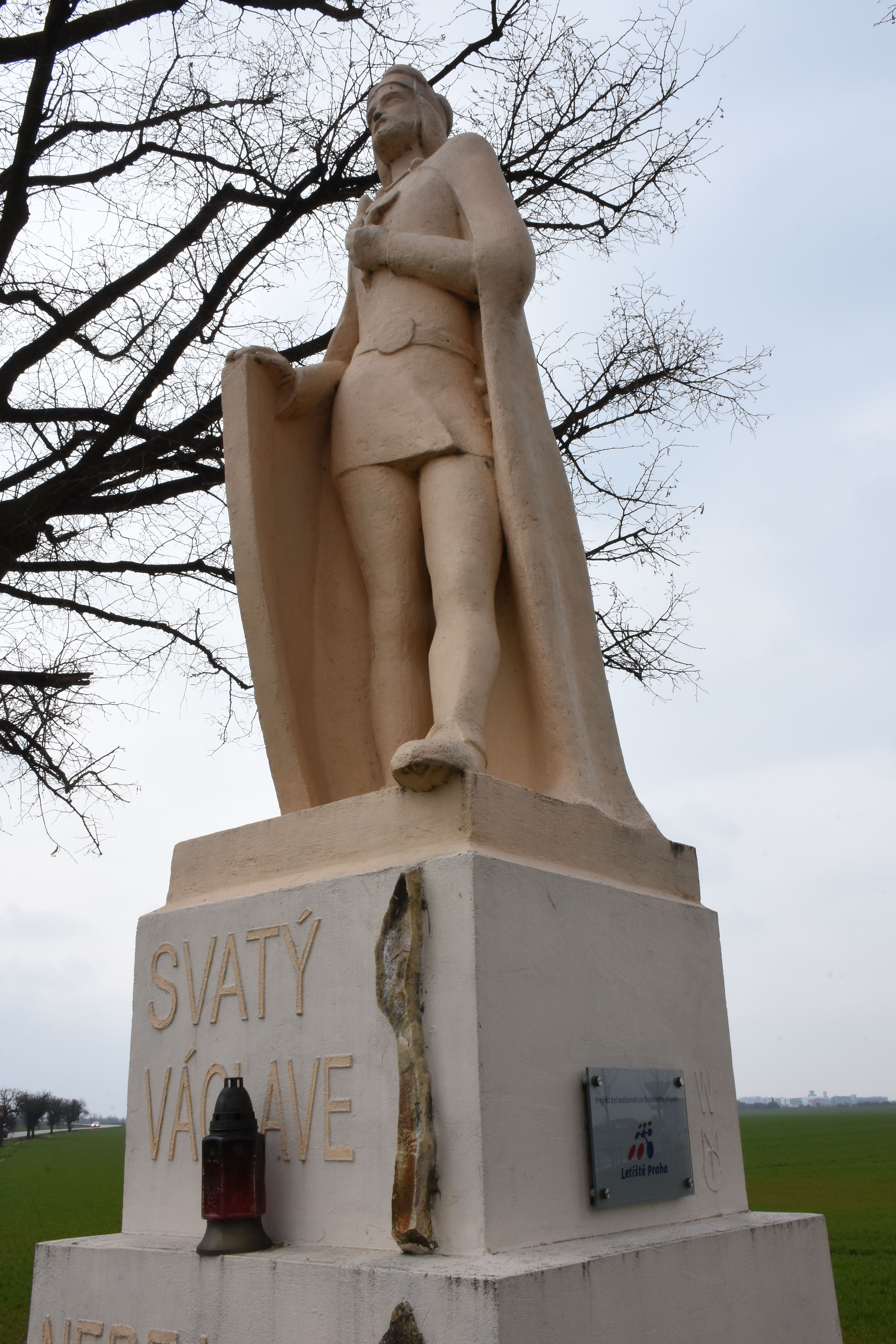
Přední Kopanina - Nebušice: socha svatého Václava
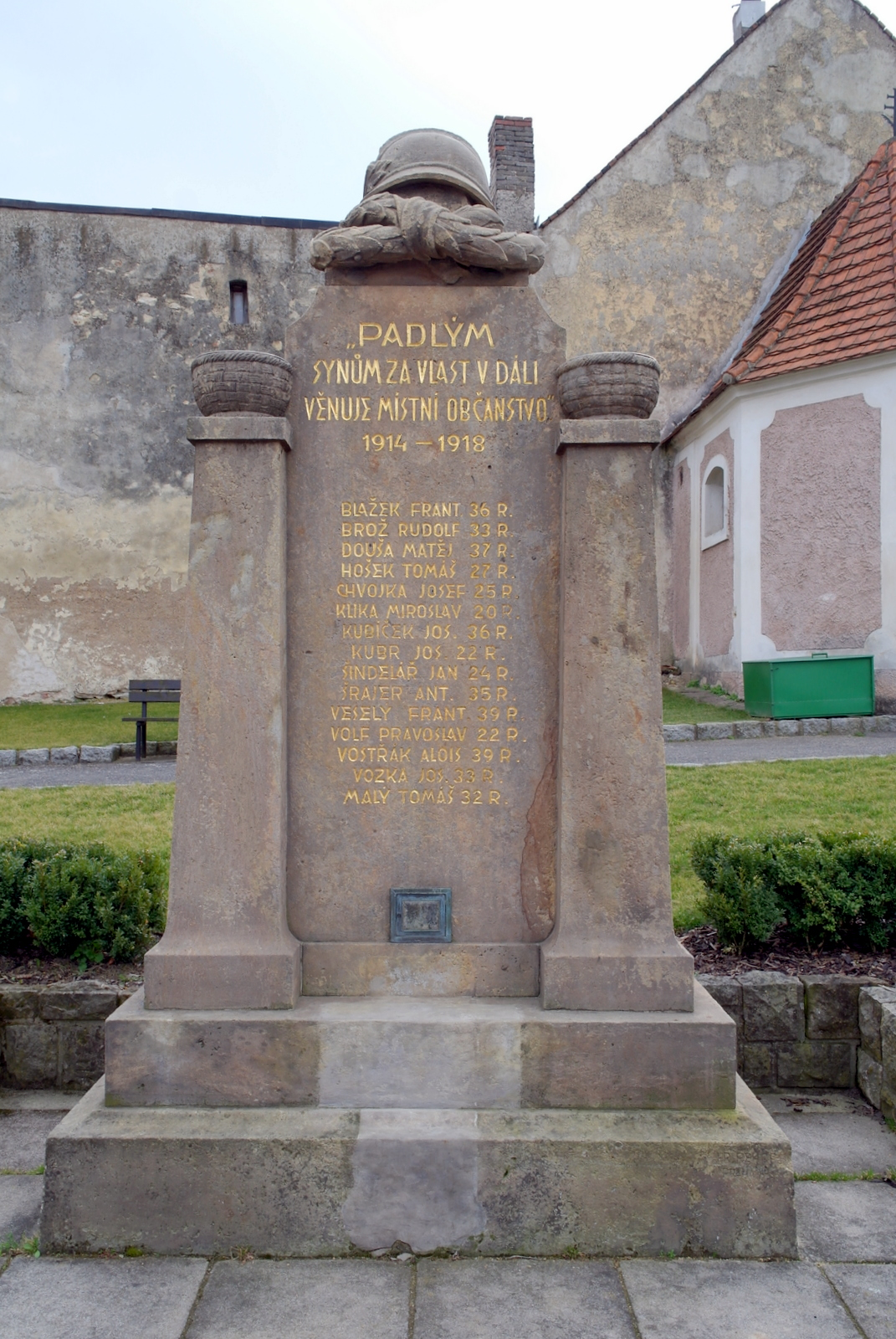
Pomník padlým v 1.světové válce, Praha-Přední Kopanina
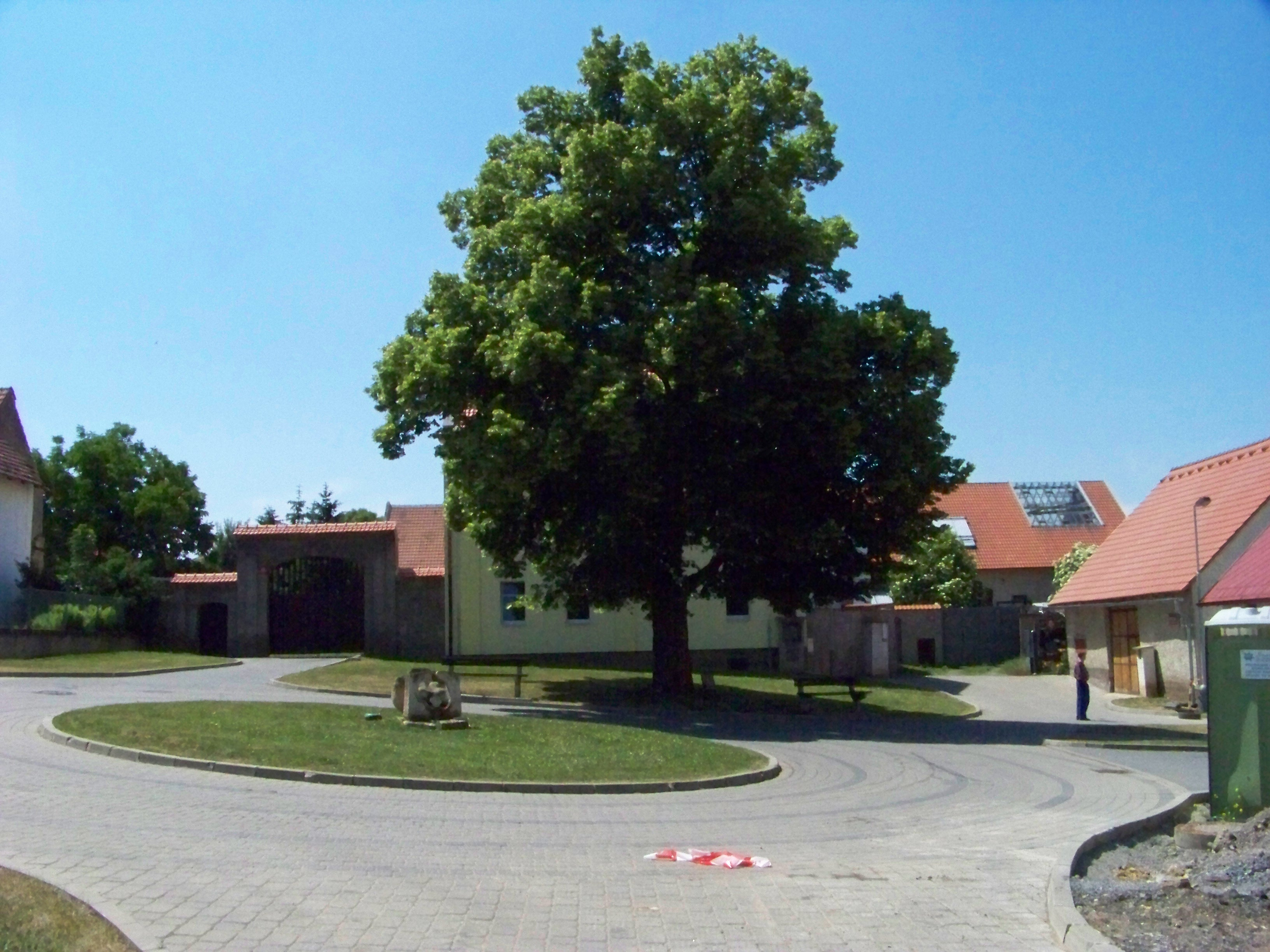
Praha-Přední Kopanina, Hokešovo náměstí – památná lípa
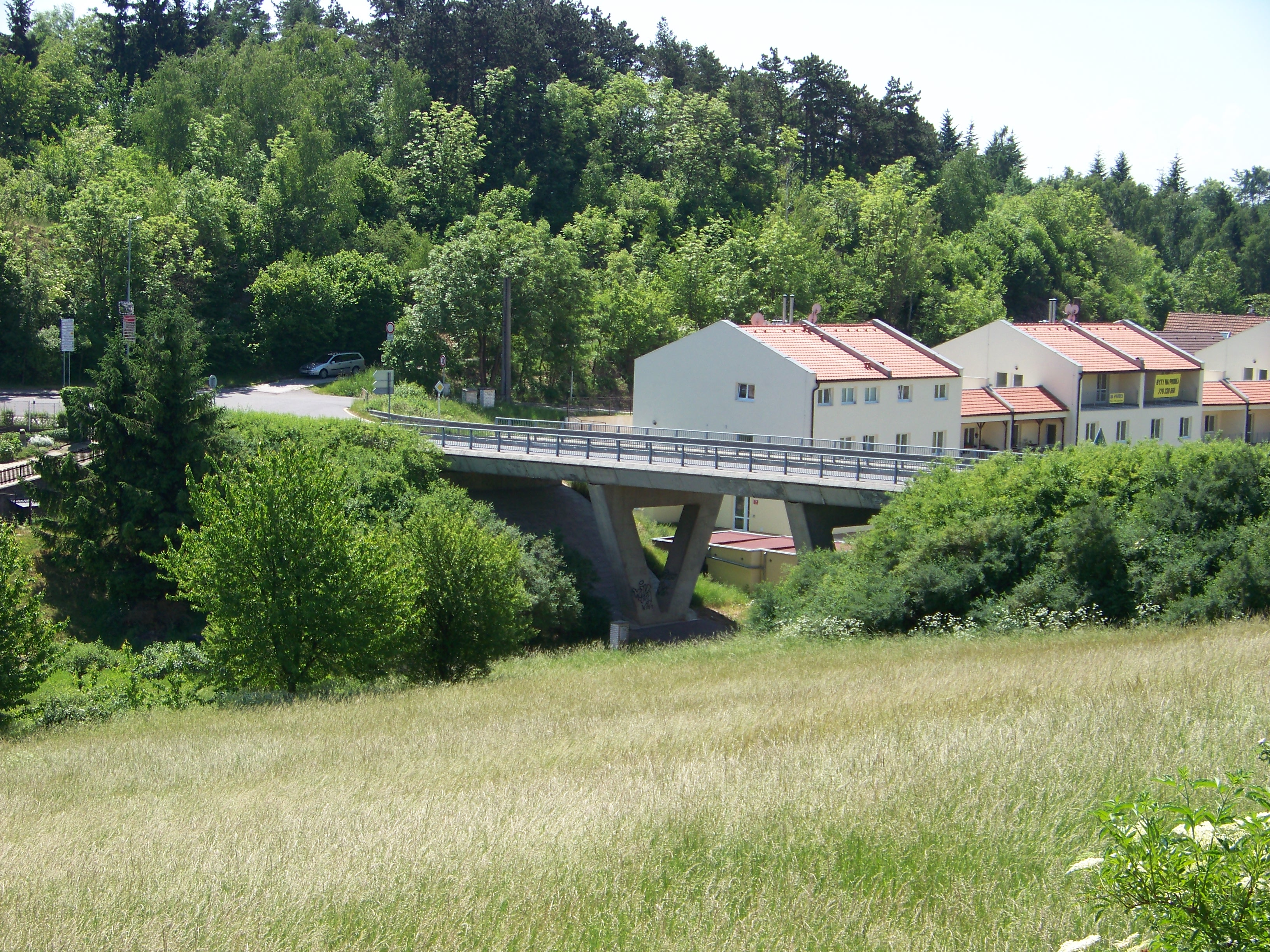
Praha-Přední Kopanina, most přes Kopaninský potok, silnice K Tuchoměřicům
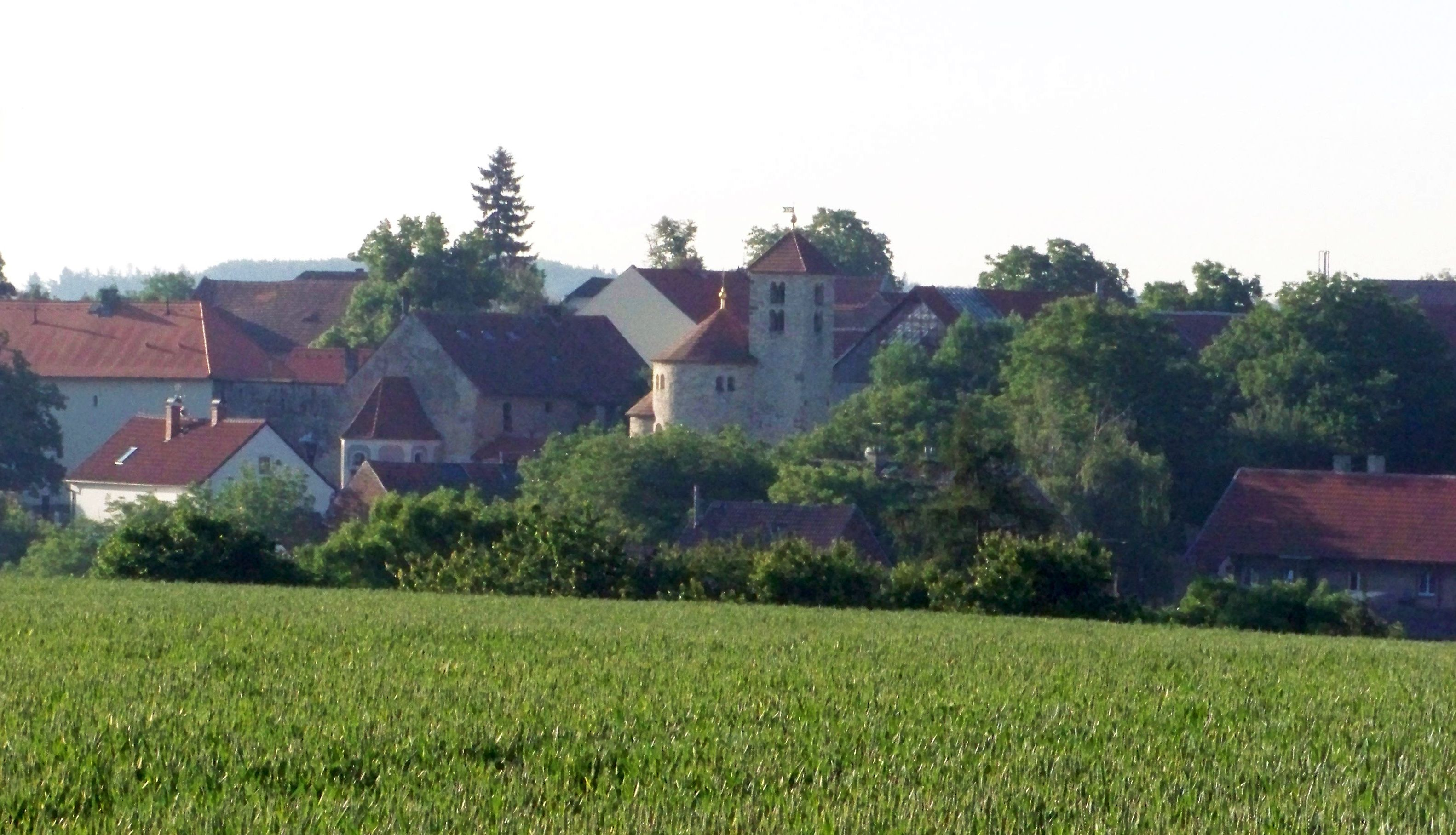
Praha-Přední Kopanina od Tuchoměřic
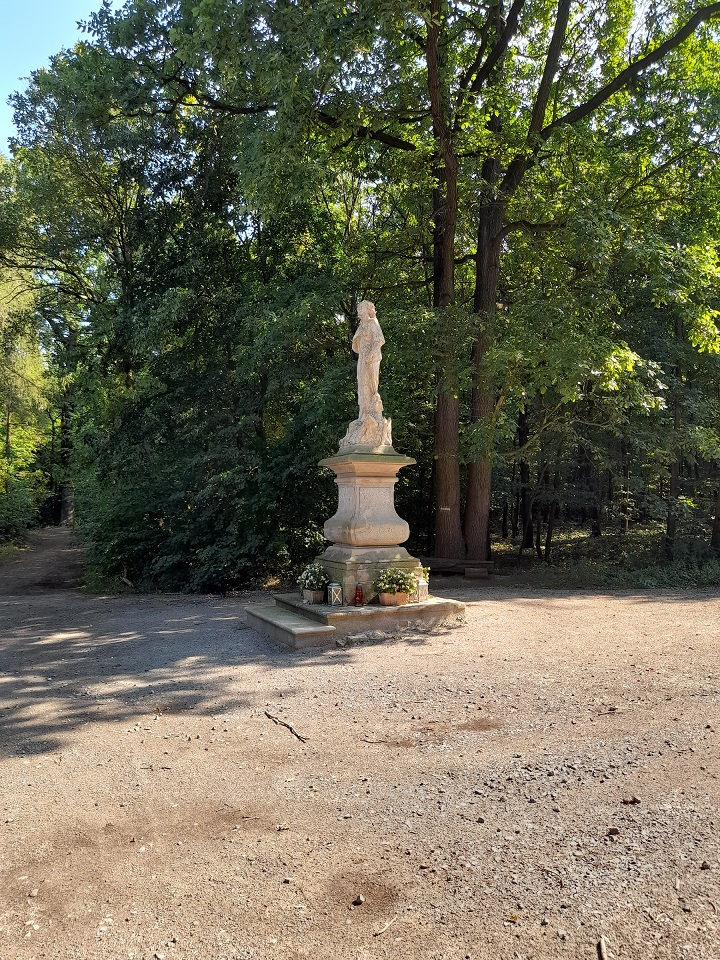
Socha sv. Juliány na rozcestí lesních cest u Přední Kopaniny
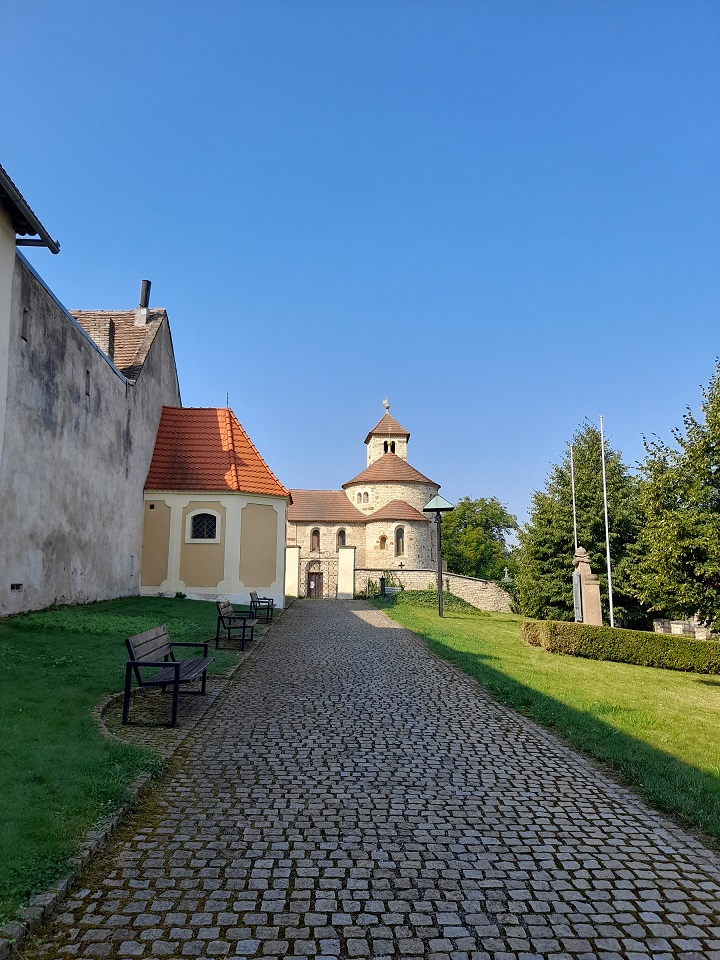
Přední Kopanina – park u kostela sv. Máří Magdalény, v popředí kaple sv. Ludmily a Marty; srpen 2023
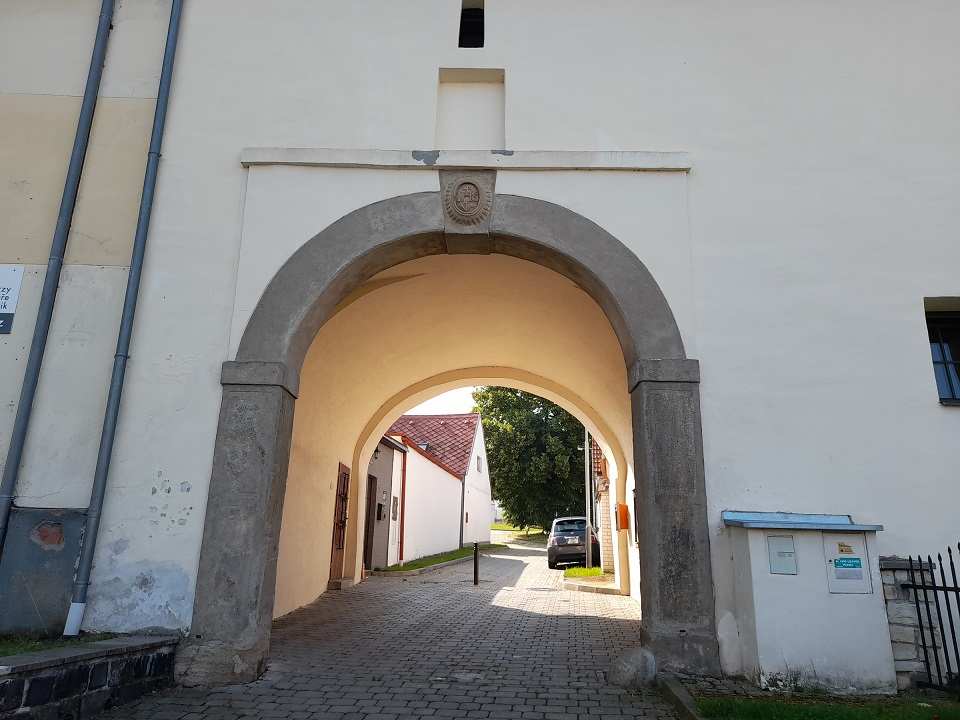
Přední Kopanina – bývalý jezuitský dvůr se znakem v průčelí, průjezd na Hokešovo náměstí.
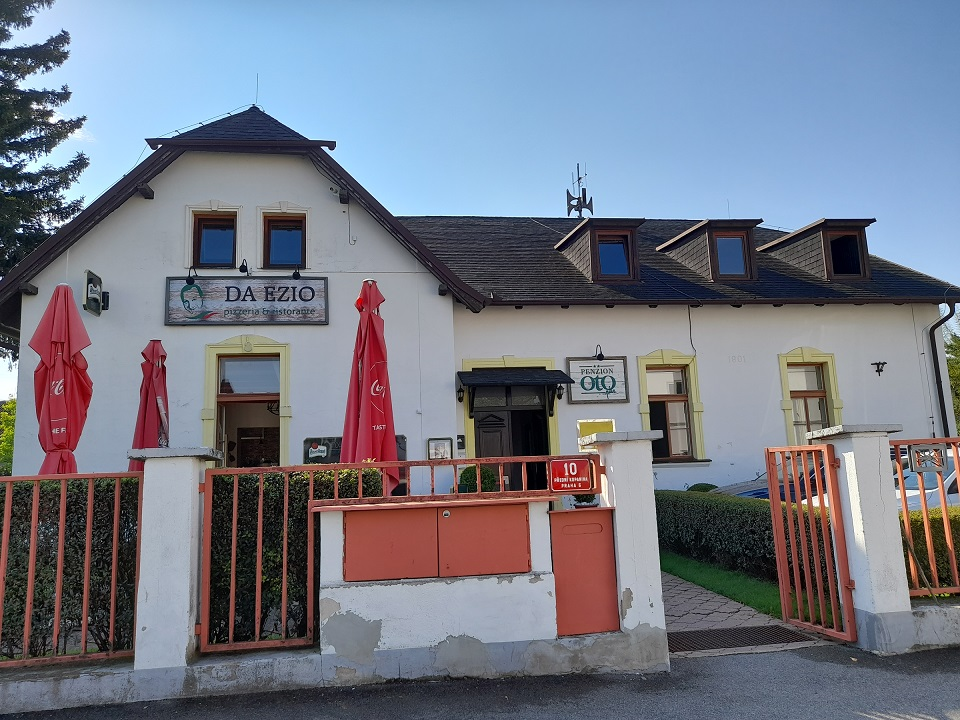
Přední Kopanina čp. 10 – budova bývalé školy z roku 1901
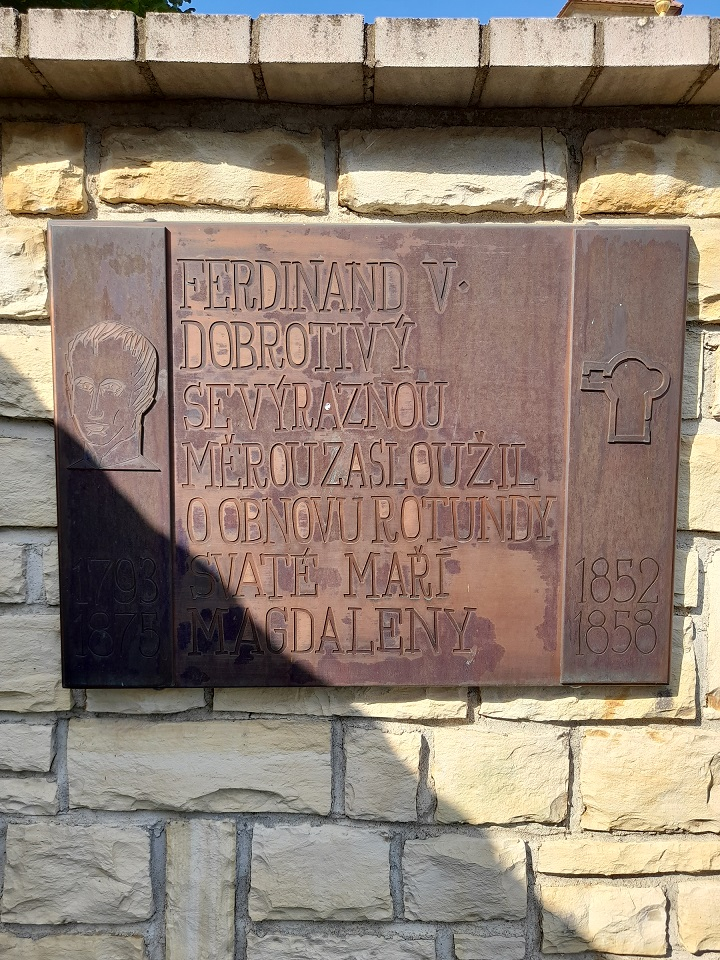
Pamětní deska věnovaná císaři Ferdinandu I.Dobrotivému za významný podíl na záchraně rotundy sv. Máří Magdalény.